# Dąbrowa Białostocka (gmina)
Dąbrowa Białostocka (daw. gmina Dąbrowa Grodzieńska, gmina Dąbrowa) – gmina miejsko-wiejska w województwie podlaskim, w powiecie sokólskim. W latach 1975–1998 gmina położona była w województwie białostockim.
Siedziba gminy to Dąbrowa Białostocka. Charakter głównie rolniczy. W jej obrębie znajduje się Biebrzański Park Narodowy.
Według danych z 30 czerwca 2008 gminę zamieszkiwało 12 530 osób.

## Struktura powierzchni
Według danych z roku 2002 gmina Dąbrowa Białostocka ma obszar 263,95 km², w tym:
- użytki rolne: 75%
- użytki leśne: 16%

Gmina stanowi 12,85% powierzchni powiatu.

## Demografia

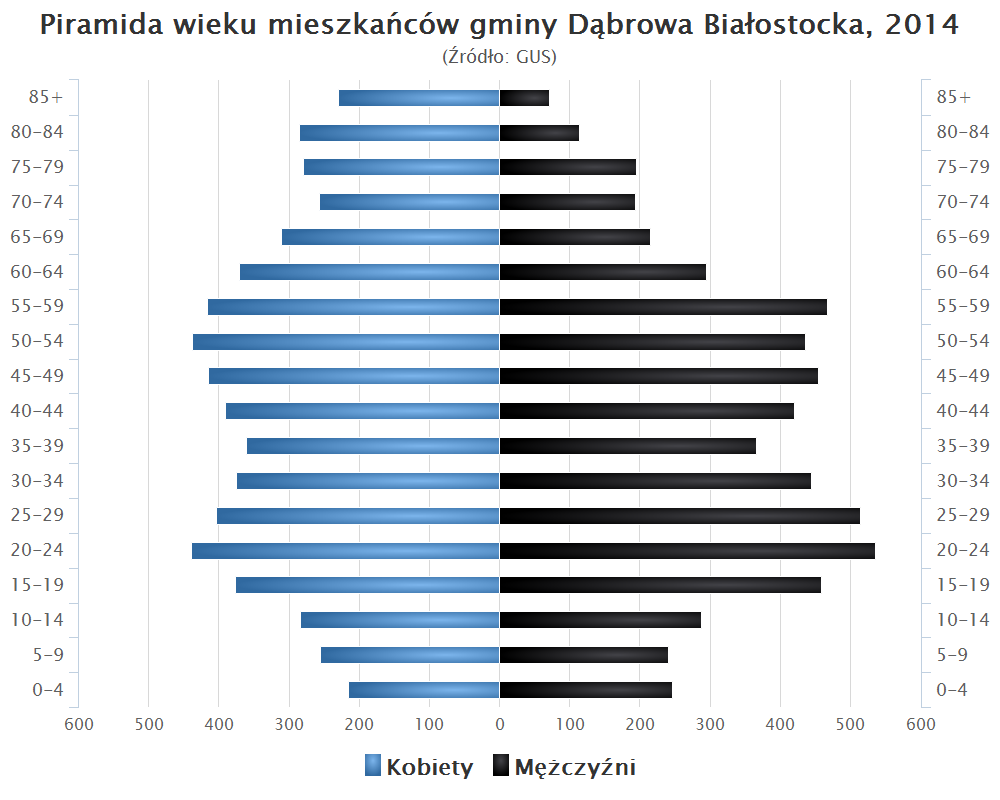
Piramida wieku mieszkańców gminy Dąbrowa Białostocka w 2014 roku

Dane z 30 czerwca 2008:
| Opis                              | Ogółem | Ogółem | Kobiety | Kobiety | Mężczyźni | Mężczyźni |
| --------------------------------- | ------ | ------ | ------- | ------- | --------- | --------- |
| jednostka                         | osób   | %      | osób    | %       | osób      | %         |
| populacja                         | 12 530 | 100    | 6 319   | 50,43   | 6 211     | 49,57     |
| gęstość zaludnienia (mieszk./km²) | 47,47  | 47,47  | 23,94   | 23,94   | 23,53     | 23,53     |

## Sołectwa
Bagny
, Bity Kamień
, Brzozowo
, Brzozowo-Kolonia
, Dąbrowa Białostocka
, Grabowo
, Grodziszczany
, Grzebienie
, Hamulka
, Harasimowicze
, Kolonia Harasimowicze
, Jaczno
, Jałówka
, ul. Jasionówka 
, ul. Jasionówka Kolonia
, Kamienna Nowa
, Kamienna Stara
, Kamienna Stara Kolonia
, Kirejewszczyzna
, Kropiwno
, Krugło
, Kuderewszczyzna
, Lewki
, Łozowo
, Kolonia Łozowo
, Małowista
, ul. Małyszówka 
, ul. Małyszówka Kolonia 
, Miedzianowo
, Mościcha
, Nierośno
, Nowa Wieś
, Nowinka
, Olsza
, Osmołowszczyzna
, Ostrowie
, Kolonia Ostrowie
, Pięciowłóki
, Podbagny
, Reszkowce
, Sadek
, Sadowo
, Sławno
, Stock
, Suchodolina
, Szuszalewo
, Trzyrzeczki
, Wesołowo
, Wiązówka
, Wroczyńszczyzna
, Zwierzyniec Mały
, Zwierzyniec Wielki
.
Pozostałe miejscowości w gminie: Brzozowy Borek, Czarnorzeczka, Kaszuba, Nowa Kamienna, Pogorzałe, Prohalino, Różanystok, Zujkowszczyzna.

## Sąsiednie gminy
Janów, Lipsk, Nowy Dwór, Sidra, Suchowola, Sztabin

## Zabytki na terenie gminy
- Kościół rzymskokatolicki pod wezwaniem św. Stanisława Biskupa i Męczennika, kościół murowany w stylu neogotyckim z lat 1897–1902. Obok znajduje się cmentarz przykościelny z XVI wieku i kapliczka murowana XIX/XX wiek, upamiętniająca poprzednią, drewnianą świątynię.
- Cerkiew Świętych Niewiast Niosących Wonności w Jacznie, drewniana cerkiew prawosławna z II połowy XIX w. na cmentarzu parafialnym
- Wiatrak betonowy z 1928 roku – typ holender
- Kalno – dawny majątek ziemski rozparcelowany po II wojnie światowej. Niegdyś dwór, siedziba administratora Klucza Kalniańskiego. Tutaj w czasie zaborów i II Rzeczypospolitej mieścił się czołowy Zarząd Rybołówstwa Śródlądowego.
- Cmentarz Żydowski z XVII wieku – drugi cmentarz żydowski w Dąbrowie Białostockiej, ostatni pochówek odbył się w 1945 roku. W Dąbrowie Białostockiej przed II wojną światową istniały dwie synagogi, szkoła żydowska oraz łaźnia żydowska.
- Sanktuarium Maryjne w Różanymstoku